# Liga Praw Człowieka

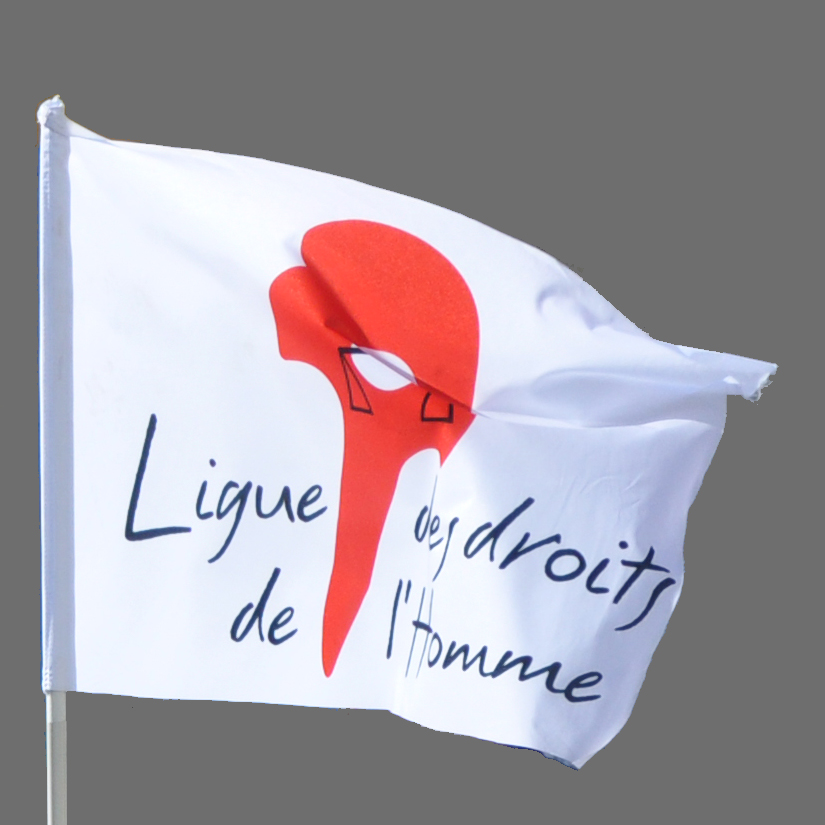
Flaga Ligue des droits de l’homme

Liga Praw Człowieka (oryg. fr. La Ligue française pour la défense des droits de l’homme et du citoyen, później fr. La Ligue des droits de l’homme) – organizacja pozarządowa zajmująca się monitoringiem, ochroną i promowaniem praw człowieka. Liga Praw Człowieka została założona w 1898 roku przez Ludovica Trarieux jako odpowiedź na aferę Dreyfusa. W myśl pierwszego statutu Ligi jej zadaniami było organizowanie akcji, spotkań, publikowanie artykułów edukujących społeczeństwo, kierowanie petycji do rządu, oraz pomoc ofiarom łamania praw człowieka przez administrację państwa w duchu Deklaracji Praw Człowieka i Obywatela. Jednym ze współzałożycieli Ligi i jej prezesem w latach 1914–1926 był laureat Pokojowej Nagrody Nobla, Ferdinand Buisson.